# Lucynowo (powiat kolski)
Lucynowo – wieś w Polsce położona w województwie wielkopolskim, w powiecie kolskim, w gminie Babiak.

## Położenie
- W latach 1975–1998 miejscowość administracyjnie należała do województwa konińskiego.

## Środowisko naturalne
- Od strony południowej wsi płynie rzeka Noteć Wschodnia łącząca dwa jeziora – Jezioro Modzerowskie – na zachód od wsi i Jezioro Przedeckie na wschód od wsi.